# Przebrodzie (gmina)
Przebrodzie (pocz. Przedbrodzie) – dawna gmina wiejska istniejąca do 1945 roku w woj. nowogródzkim/Ziemi Wileńskiej/woj. wileńskim w Polsce (obecnie Białoruś). Siedzibą gminy było miasteczko Przebrodzie (376 mieszk. w 1921 roku).
Na samym początku okresu międzywojennego gmina Przebrodzie należała do powiatu dziśnieńskiego w woj. nowogródzkim. 13 kwietnia 1922 roku gmina wraz z całym powiatem dziśnieńskim została przyłączona do Ziemi Wileńskiej, przekształconej 20 stycznia 1926 roku w województwo wileńskie. 1 stycznia 1926 roku gminę wyłączono z powiatu dziśnieńskiego i przyłączono do powiatu brasławskiego w tymże województwie. 
1 kwietnia 1927 roku do gminy Przebrodzie do gminy przyłączono część obszaru gminy Jody. 
Po II wojnie światowej obszar gminy Przebrodzie został odłączony od Polski i przyłączony do Białoruskiej SRR.
W 1927 w miejscowości urodziła się Czesława Ohryzko-Włodarska – polska historyk; archiwistka.

## Demografia
Według Powszechnego Spisu Ludności z 1921 roku gminę zamieszkiwało 8 177 osób, 3 101 było wyznania rzymskokatolickiego, 1 842 prawosławnego, 3 122 staroobrzedowego, 105 mojżeszowego a 7 mahometańskiego. Jednocześnie 2 529 mieszkańców zadeklarowało polską, 5 583 białoruską, 37 żydowską, 25 rosyjską a 3 litewską przynależność narodową. Było tu 1 548 budynków mieszkalnych.